# 小島啓示
小島 啓示（こじま けいじ、1931年7月5日 - ）は、日本の経営者、工学博士。明電舎社長、会長を務めた。

## 来歴・人物
兵庫県出身。1954年に東京大学工学部電気工学科を卒業し、同年に住友電気工業に入社し、1956年には東京大学大学院電気工学士課程を修了。1980年6月に取締役に就任し、1984年6月に常務、1989年6月に専務を経て、1991年6月に明電舎副社長に就任し、1992年6月に社長に昇格。1998年6月に会長に就任し、2002年6月から相談役を務めた。